# Pixar
|  | Aquest article tracta sobre l'estudi d'animació. Vegeu-ne altres significats a «Micció». |

Pixar (pronunciat /pɪksɑr/) és un estudi d'animació molt popular per les seves produccions extremadament avançades. Va ésser soci de The Walt Disney Company durant molts anys fins que l'empresa fundada per Walt Disney la va adquirir mitjançant un intercanvi d'accions.
Pixar va començar com una divisió de l'empresa Lucasfilm de George Lucas a principis dels anys vuitanta (del segle xx), com a departament d'investigació i de creació de maquinari tècnic i programari especialitzat, essent el departament d'animació (dirigit ja aleshores per John Lasseter) una petita part de l'empresa dedicada a crear imatges i vídeos de demostració. Va ser comprada per 10 milions de dòlars estatudinencs l'any 1986 per Steve Jobs, fundador d'Apple, i el 2006 The Walt Disney Company la va comprar per 7,4 mil milions de dòlars.

## Història

### 1976-1989: Antecedents i primeres animacions
Els antecedents de Pixar es remunten a l'any 1974 quan Alexander Schure, fundador de l'Institut de Tecnologia de Nova York (NYIT) i propietari d'un estudi d'animació, va crear el Computer Graphics Lab amb l'objectiu de produir la primera pel·lícula animada per ordinador a la història del cinema. Els seus primers empleats van ser Ed Catmull, Malcolm Blanchard, Alvy Ray Smith i David DiFrancesco. Malgrat que l'àrea va ser pionera en tècniques fundacionals de la computació gràfica i va arribar a produir una cinta experimental titulada The Works, aviat va tenir problemes econòmics i sis del seus empleats, entre ells Catmull i Ray Smith, van passar a treballar amb George Lucas a The Graphics Group, la divisió digital de l'estudi Lucasfilm. Aquesta havia començat les seves operacions el 1979 amb l'objectiu de desenvolupar «tecnologia computacional d'avantguarda».Catmull i Ray Smith es van involucrar en la producció del precursor de RenderMan, un algoritme de renderització conegut com a REYES (per les sigles en anglès: «renders everything you ever saw»), i van desenvolupar altres tecnologies com els efectes de partícules i certes eines d'animació.
L'any 1982 l'equip va començar a col·laborar amb Industrial Light & Magic en la producció de seqüències cinematogràfiques d'efectes especials i, dos anys després, va estrenar l'animació Les Aventures d'André i Wally B. de John Lasseter al SIGGRAPH. Després d'anys d'investigació i fites claus per a l'estudi com l'«efecte Gènesi» de Star Trek 2: La còlera del Khan i el cavaller del vitrall de Young Sherlock Holmes, Lucasfilm va començar converses amb General Motors i Philips per a la transacció de The Graphics Group. General Motors tenia pensat destinar el grup al disseny d'automòbils, mentre que Philips volia utilitzar la seva tecnologia per al renderitzat de tomografies. Tot i així, l'acord no es realitzà i, en canvi, va ser adquirida per Steve Jobs per cinc milions USD, poc després de la seva sortida d'Apple Computer. Aquest últim va decidir establir com una nova companyia conformada pels 40 empleats de The Graphics Group, va capitalitzar cinc milions de dòlars addicionals i va nomenar a Catmull i Smith com a president i vicepresident, respectivament.
Tot i que la intenció de la nova empresa seguia sent produir el primer llargmetratge a la història del cinema animat digitalment (un dels motius pels quals la transacció amb General Motors i Philips va ser refusada), van funcionar per un temps com una companyia de venda de maquinari, la principal oferta de la qual era Pixar Image Computer, un sistema dirigit principalment a agències governamentals i al sector mèdic. Tot i no tenir l'abast esperat, ser costós i vendre només 300 unitats, Walt Disney Studios n'era un dels clients i buscava incorporar el llenguatge de Image Computer al seu projecte Computer Animation Production System (CAPS), amb el que pretenia automatitzar l'animació de les seves pel·lícules. L'agost d'aquell any (1986), al SIGGRAPH, Lasseter, que fins llavors havia estat treballant en algunes animacions per provar la capacitat de Image Computer, va estrenar Luxo Jr., el primer curtmetratge animat per ordinador. La reacció de l'audiència va ser positiva i el curtmetratge va ser nominat als premis Oscar com a Millor Curtmetratge d'Animació. El 1987, altre cop al SIGGRAPH, Pixar va mostrar el curtmetratge Red's Dream, que incloïa escenes renderitzades amb Image Computer i innovadors efectes de pluja en comparació amb Luxo Jr. El següent curtmetratge, Tin Toy, a part de ser presentat al SIGGRAPH i l'Ottawa International Film Festival, va ser premiat amb l'Oscar a Millor Curtmetratge d'Animació.
L'any 1988 la companyia va desenvolupar Pixar Image Computer II (P-II) i va començar a treballar en el software d'animació RenderMan. El juliol de l'any següent Steve Jobs  firmà un conveni amb l'estudi Colossal Pictures per a la creació d'anuncis de televisió i pel·lícules promocionals. D'aquesta col·laboración van sorgir anuncis per diversos productes, entre ells la marca de caramels Life Savers, la Loteria de Califòrnia, Trident i Listerine. RenderMan començava a cridar l'atenció d'empreses com IBM i Intel, que van adquirir-ne la llicència temporalment. Aquell mateix any l'estudi estrenà Knick Knack, un curtmetratge produït en 3D esteroscòpic, “un dels últims curts animats personalment per Lasseter durant els anys independents de Pixar”.

### 1990-2000: Primers llargmetratges animats per ordinador

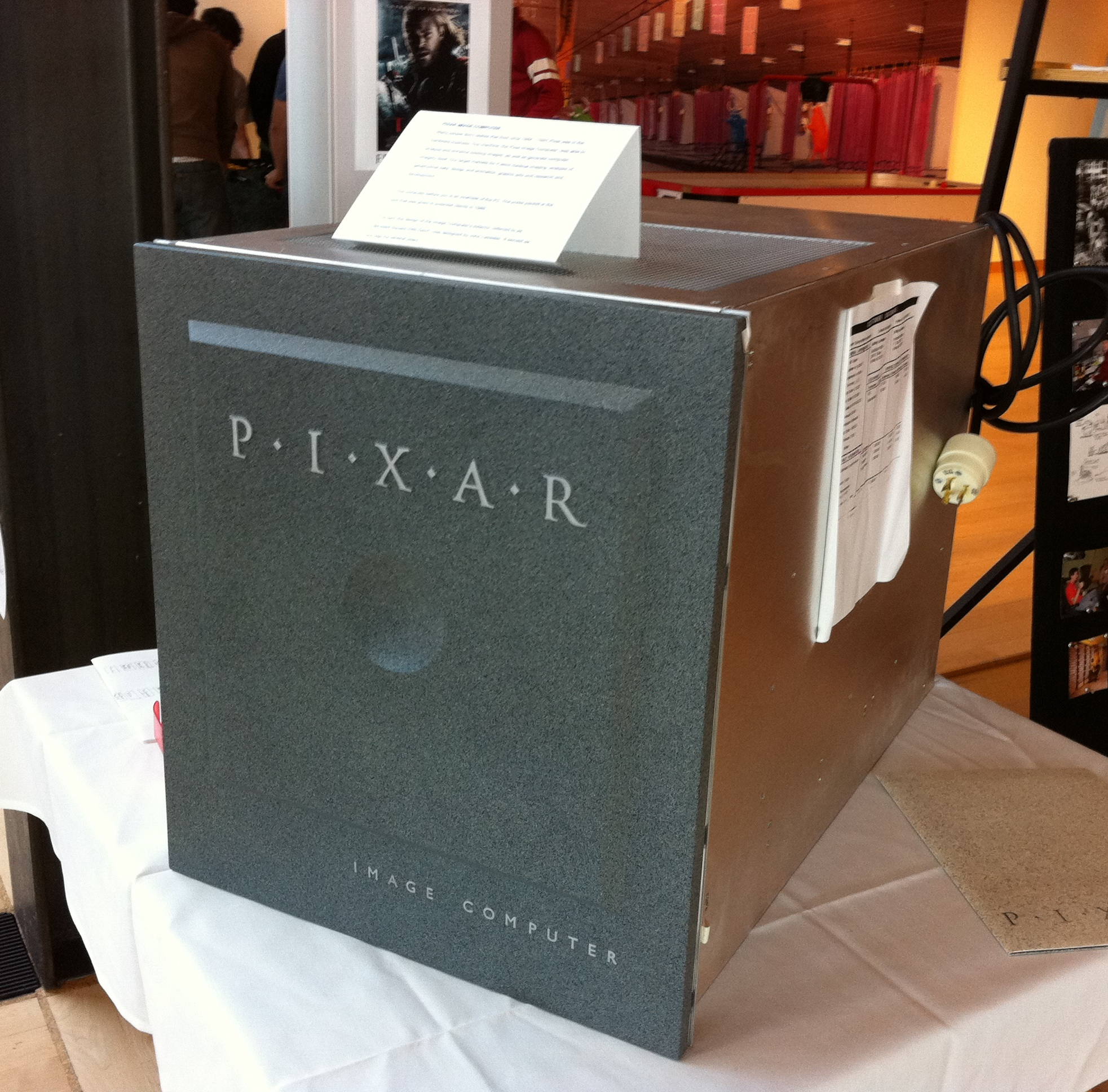
Fotografia d'un Pixar Image Computer, al Museu Històric d'Ordinadors.

L'abril de 1990 Pixar va vendre la seva divisó de maquinari a Vicom Systems. Aquell mateix any, els estudis van ser traslladats al parc científic Point Richmond Tech Center, a la ciutat de Richmond, Califòrnia. Durant aquest període fou quan van sorgir les primeres converses amb Walt Disney Feature Animation, que tenia interès a realitzar un llargmetratge basat en Tin Toy. Per tal de reduir els costos operatius de l'estudi i millorar la situació financera de l'empresa, Steve Jobs va realitzar retallades massives de personal a principis de 1991. El març d'aquell any la quantitat d'empleats a Pixar era la mateixa que els seus primers anys de funcionament. A mitjan 1991 es va arribar a un acord per 26 milions USD amb Disney per la realització de tres pel·lícules, entre elles el llargmetratge basat en Tin Toy que més tard es convertiria en Toy Story. L'acord estipulava que Pixar crearia les pel·lícules mentre que Disney proporcionaria els recursos necessaris per a la seva producció, promoció i distribució i es quedaria amb els drets i llicències dels productes. Disney també es quedaria amb la major part dels guanys. Pixar obtindria un petit percentatge dels ingressos de taquilla i venda dels formats en vídeo.
Pixar va continuar realitzant anuncis comercials per a Listerine i alguns productes de Life Savers, mentre es posava en marxa la producció del futur primer llargmetratge, Toy Story. Les diferents animacions van concedir a l'estudi varis premis i distincions entre 1992 i 1994, i a mitjan 1994 Lasseter, Andrew Stanton, Pete Docter i Joe Ranft feren un esbós de A Bug's Life, Monsters, Inc. i Finding Nemo. Tot i així, es van registrar pèrdues per 2,4 milions USD aquell mateix any a l'estudi a causa dels seus problemes financers. Tal situació va fer-se plantejar a Steve Jobs vendre Pixar a Microsoft, però canvià de parer quan The New York Times va publicar una ressenya en la qual pronosticava l'èxit per l'estudi que significaria Toy Story en un futur, sumat a l'anunci per part de Disney que donava a conèixer la distribució de la pel·lícula per a la temporada de Nadal de 1995. El febrer d'aquell any Jobs va ser nomenat president i director executiu, al mateix temps que s'iniciava la producció de A Bug’s Life, també dirigida per Lasseter juntament amb Stanton. La firma d'un nou contracte amb Microsoft que consistia en l'adquisició de diverses llicències de RenderMan va permetre que Pixar registrés els primers guanys en la seva història al generar 3,1 milions USD d'ingressos nets.

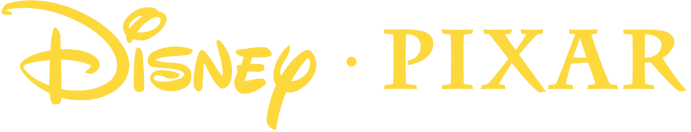
Logotip utilitzat als llargmetratges i curts produïts durant la col·laboració de Disney i Pixar.

Toy Story va recaptar més de 361 milions USD a tot el planeta i obtingué tres nominacions als premis Oscar. L'Acadèmia de les Arts i les Ciències Cinematogràfiques va reconèixer la labor de direcció de Lasseter amb una estatueta especial per “desenvolupar i inspirar l'aplicació de tècniques que han fet possible el primer llargmetratge animat per ordinador”. El novembre de 1995 la companyia va realitzar la seva primera oferta pública inicial (OPV) i va superar a Netscape como la major OPV de l'any. Només en la primera hora de venda, les seves accions van passar de 22 a 45 USD i es va haver d'endarrerir la venda donada la gran quantitat d'ordres de compra que es registraren. L'èxit de Toy Story va propiciar que Pixar invertís en la construcció de noves oficines a Emeryville, Califòrnia, dissenyades per la firma PWP Landscape Architecture i inaugurades l'any 2000. L'estudi seguia produint anuncis per empreses com Coca-Cola i desenvolupant llargmetratges tal com indicava l'acord amb Disney.
Al febrer de 1997 Disney i Pixar van expandir la seva col·laboració amb l'acord de produir cinc pel·lícules més en un període de deu anys, amb la mateixa distribució de guanys. El mes següent Pixar confirmà la producció de Toy Story 2, però Disney no la va considerar part del nou acord, ja que tenia per costum destinar les seqüeles dels seus films exclusivament al mercat dels formats de vídeo. Tot i així, un cop Pixar li va mostrar algunes escenes de la pel·lícula, va canviar d'opinió i anuncià la distribució de la pel·lícula a les sales de cinema, sent la segona vegada que Disney exhibia una seqüela als cinemes en tota la seva història (la primera havia sigut The Rescuers Down Under al 1990). A finals del mateix any Pixar va estrenar Geri's Game, el primer curtmetratge des de Knick Knack, que guanyà l'Oscar al Millor Curtmetratge d'Animació a la gala del 1998. D'altra banda, A Bug's Life s'estrenà el novembre d'aquell any i obtingué una recaptació de 363 milions USD i una nominació a l'Oscar. Al mes següent Lasseter, Stanton i Docter es van integrar a l'equip de Toy Story 2 i es reescrigué el guió de la pel·lícula. Lasseter va assumir la direcció juntament amb Lee Unkrich i Ash Brannon. La producció començà el gener de 1999 i durant els següents nou mesos el personal va haver de treballar a contrarellotge per complicar amb la data programada d'estrena. Les llargues i intenses jornades de treball van causar síndrome del túnel carpià i lesions per moviments repetitius a alguns animadors. Finalment, al novembre, s'estrena Toy Story 2 i recapta 485 milions USD en total. Va ser la pel·lícula d'animació que va recaptar més en tot l'any i la tercera pel·lícula amb més ingressos del 1999, només superada per The Sixth Sense i Star Wars Episode I: The Phantom Menace. Va rebre crítiques majoritàriament positives, una nominació a l'Oscar i premis com el Globus d'Or a la millor pel·lícula musical o còmica i varis premis Annie.

### 2001-2004: Conflicte amb Disney
La producció de Toy Story 2 va deteriorar la relació entre els dos estudis. Pixar considerava que el repartiment dels guanys no era equitatiu, ja que Disney s'ocupava només del màrqueting i la distribució, mentre que Pixar duia a terme tota la labor creativa. Si bé els costos de producció es repartien a parts iguals, l'acord seguia atorgant els drets i llicències de qualsevol llargmetratge a Disney, sumant-hi una quota per distribució d'entre el 10 i el 15% de cada pel·lícula.

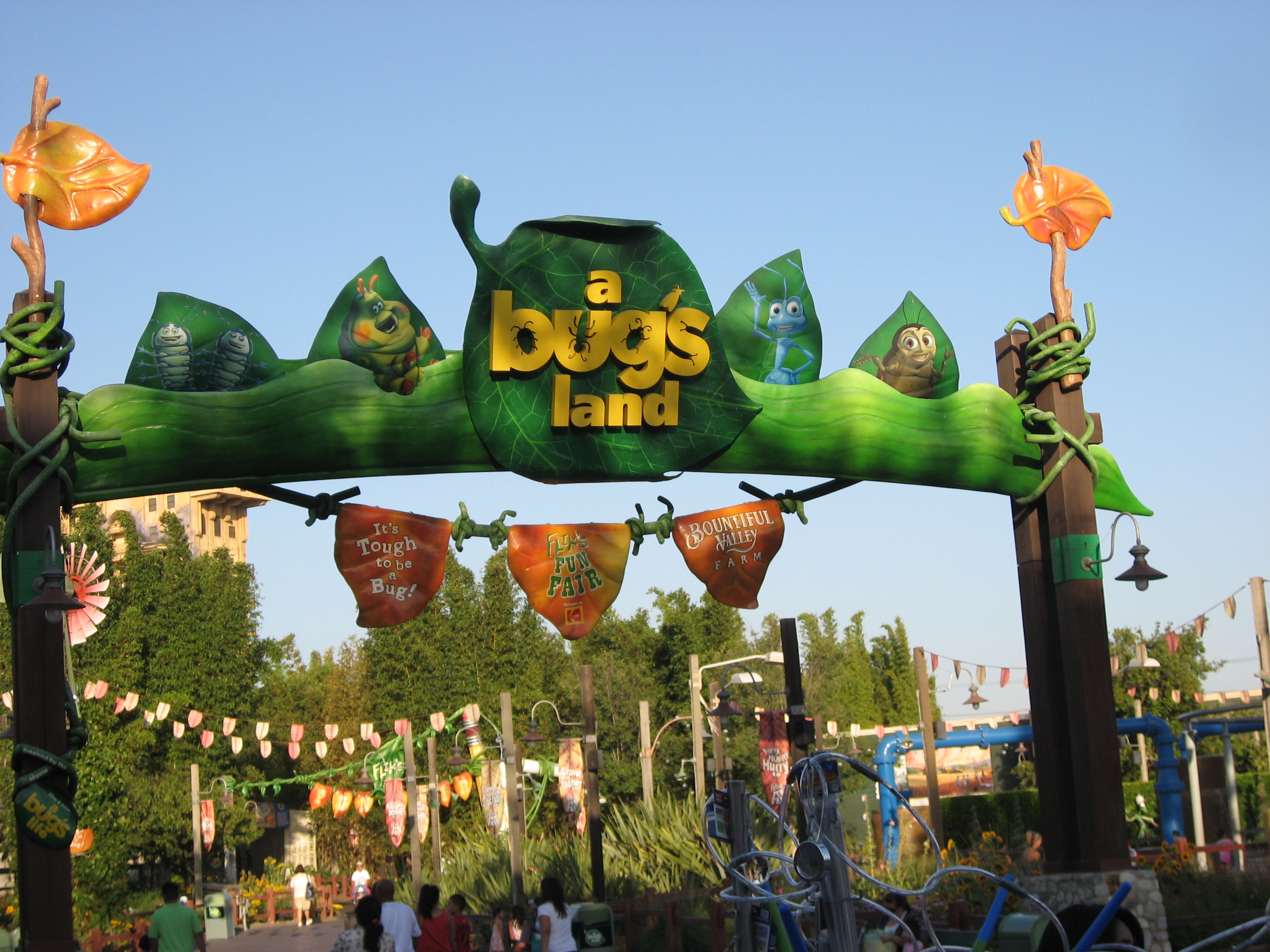
Entrada a l'atracció A Bug's Land, inspirada en A Bug's Life i ubicada al parc Disney California Adventure.

L'any 2001 Ed Catmull va assumir la presidència de Pixar, i el novembre d'aquell any s'estrenà Monsters, Inc., dirigida per Peter Docter. La producció de tal pel·lícula va requerir varis avenços tecnològics inèdits per a l'estudi, com per exemple l'increment de la granja de render (que va augmentar a 3500 processadors Sun Microsystems, en comparació amb els 1400 de Toy Story 2 i els 200 de Toy Story) i la creació d'un nou software de renderització per a proporcionar una major sensació de realisme a la interacció entre els diferents elements animats de la pel·lícula. Monsters, Inc. va recaptar 265 milions USD a tot el món. Poc després, Rob Cook, Loren Carpenter i Ed Catmull rebrien un premi Oscar al mèrit pels “significatius avenços en la renderització de pel·lícules, exemplificats pel RenderMan de Pixar”. Al maig de 2003 Pixar estrenà el seu cinquè llargmetratge, Buscant en Nemo (dirigida per Stanton i Unkrich) que va representar un altre èxit de taquilla i crítica a més de ser la primera producció de Pixar en guanyar l'Oscar a la millor pel·lícula d'animació més tres nominacions. Amb una recaptació total de 936 milions USD als països on fou estrenada, Finding Nemo es va convertir en la 32a pel·lícula amb millor recaptació de la història i la cinquena en el camp de l'animació. Va ser la segona pel·lícula amb millor recaptació del 2003, només superada per El Senyor dels Anells: El retorn del rei.
Disney i Pixar seguien sense posar-se d'acord amb els termes de la seva col·laboració: Pixar suggeria que Disney es limités a la distribució i cedís en la seva totalitat el control de la producció i els drets de màrqueting de les pel·lícules. Disney obtindria un 10% dels guanys com a quota de distribució mentre que Pixar es quedaria amb la resta. Tals condicions havien d'entrar en vigència a partir d'aquell moment, incloent les dues últimes pel·lícules de l'últim acord (The Incredibles i Cars, dirigides respectivament per Brad Bird i Joe Lasseter) que l'estudi ja estava produint. Tot i que Disney va cedir a certes condicions, les negociacions van col·lapsar i, després del llançament del curt Boundin', el 30 de gener de 2004 Pixar va trencar relacions amb Disney, llavors encapçalada per Michael Eisner. La premsa va especular que les diferències entre Eisner i Steve Jobs havien sigut crucials en aquella decisió. Després d'estrenar Cars, l'última col·laboració entre les dues empreses, Jobs va revelar les seves intencions d'explorar altres opcions de distribució a partir de 2006 al mateix temps que Disney, encara posseidora dels drets dels llargmetratges de Pixar, establia Circle 7 Animation. Amb aquesta nova divisió esperava produir Toy Story 3 i Monsters, Inc. 2. L'agost de 2004 Pixar firmava un acord amb THQ per a produir videojocs inspirats en les seves següents pel·lícules.

### 2005-2015: Adquisició, subsidiària i producció de seqüeles
El març de 2005 Robert Iger va substituir Eisner com a president de Disney i va restablir les relacions amb Pixar. Després d'analitzar la situació financera recent de Disney i conscient de la popularitat de les produccions de Pixar, Iger va sotmetre a consulta la possible adquisició de Pixar davant el consell d'administració i accionistes. Finalment el 26 de gener de 2006 Disney anuncià la compra de Pixar per 7400 milions USD, el tancament de Circle 7 i els nomenaments de Catmull (que continuaria a la presidència de Pixar) i Lasseter com a president i director creatiu de Walt Disney Feature Animation respectivament (més tard anomenada Walt Disney Animation Studios). L'adquisició no va implicar la fusió entre les companyies, per tant, Pixar continuaria funcionant com una entitat separada i mantindria intactes el nom, la seu i fins i tot certes polítiques internes. La primera pel·lícula estrenada després de la compra va ser Cars, seguida del curtmetratge Lifted.
Entre 2007 i 2008 Pixar va estrenar Ratatouille i WALL·E, dirigides per Bird i Stanton respectivament. Aquesta última va tenir el pressupost més elevat de la història de la companyia (180 milions de dòlars). Un dels seus productors, Jim Morris, va ser nomenat gerent general de Pixar al setembre de 2008. L'any 2009 es va estrenar Up, dirigida per Docter, els ingressos de taquilla de la qual la van portar a ser la segona pel·lícula en recaptacions de l'estudi, només per sota de Finding Nemo. Va guanyar l'Oscar a “Millor Pel·lícula d'Animació” i Catmull va rebre el reconeixement Gordon E. Sawyer. Al setembre del mateix any la compayia Luxo va demandar a Pixar per infringir els drets de la seva marca registrada en posar a la venda rèpliques d'en Luxo Jr. L'assumpte va quedar resolt quan Disney informà del cessament de producció de les làmpades.
També l'any 2009 Lasseter, Bird, Docter, Stanton i Unkrich reberen el Lleó d'Or per la carrera al Festival Internacional de Cinema de Venècia, premi que els va ser entregat per George Lucas. Durant la gala, es van mostrar les primeres escenes de Toy Story 3 (dirigida per Unkrich) i la reedició de Toy Story 2 en format 3D. La tercera pel·lícula de Toy Story va representar un repte addicional pels animadors de Pixar, ja que havien de tornar a crear cada un dels elements i models que ja havien utilitzat en les dues entregues anteriors de la serie. Després d'estrenar el 2010, va superar fins i tot les recaptacions conjuntes de Toy Story i Toy Story 2 i es convertí en la pel·lícula d'animació més exitosa de la historia del cinema, rècord superat quatre anys després per Frozen: El regne del gel, de Disney. Toy Story 3 és una de les deu pel·lícules més taquilleres de tots els temps i la primera en superar la recaptació de 1000 milions USD. El següent curtmetratge de Pixar, Day and Night, combinava elements 2D i 3D, i va obtenir una nominació a l'Oscar al Millor curtmetratge d'animació. Per la seva part, el Producers Guild of America va premiar a Lasseter amb el Premi David O. Selznick.
A l'abril de 2010, l'estudi va fundar Pixar Canada, una subsidiària amb seu a Vancouver i encarregada de produir curtmetratges basats en personatges de Pixar. En els seus tres anys d'existència, Pixar Canada va produir vuit curts basats en Toy Story i Cars. Entre 2011 i 2013 Pixar va estrenar Cars 2, Brave i Monsters University (dirigides per Lasseter, Mark Andrews i Brenda Chapman, i Dan Scanlon, respectivament) així com el curt Hawaiian Vacation, de Pixar Canada. Tot i les altes expectatives, Cars 2 va ser qualificada amb un 39 % al lloc web Rotten Tomatoes, a més de ser la primera pel·lícula de Pixar no nominada per l'Acadèmia d'Arts i Ciències Cinematogràfiques. El juny de 2013 Pixar s'enfrontà a una nova demanda per impedir la contractació d'empleats d'altres companyies de Lucasfilm, Google i Intel. L'endarreriment en l'estrena de la següent producció de Pixar, The Good Dinosaur (originalment planejat per a maig de 2014 però reprogramat pel novembre de 2015) va ocasionar la retallada d'un 5% dels treballadors de l'estudi. Alguns mitjans com IndieWire van fer notar que l'estudi presentava un declivi en la qualitat de les últimes produccions marcat per la dependència en la producció de seqüeles: les pel·lícules estrenades entre 2011 i 2013 van tenir les pitjors ressenyes mai dedicades a una producció a Pixar per cap mitjà de comunicació.
Per primera vegada en quasi una dècada, a causa de l'endarreriment de The Good Dinosaur i Finding Dory (seqüela de Finding Nemo), Pixar no va estrenar cap llargmetratge el 2014. El novembre del mateix any Jim Morris va ser nomenat president de Pixar i es va anunciar la producció de Toy Story 4 dirigida novament per Lasseter. A mitjan 2015 s'estrenà Inside Out, la tercera pel·lícula amb la millor recaptació de l'estudi fins llavors, sota la direcció de Docter. Segons la crítica, Inside Out va representar el retorn de Pixar a “un millor estat”.  El llargemtratge va ser creditor a l'Óscar com a «Millor pel·lícula animada», un èxit que l'estudi no havia tingut des de feia tres anys amb Brave. Va obtenir una nominació com a «Millor guió original» a la mateixa cerimònia, sent l'única producció animada entre les competidores. Per contra, The Good Dinosaur, estrenada el noviembre del mateix any i dirigida per Peter Sohn, va recaptar 332 mlilons USD i esdevenir la pel·lícula amb menys ingressos de l'estudi.

### 2016-2020: canvis organitzacionals i produccions per a Internet
El juny de 2016 va aparèixer en cartelleres Buscant la Dory, dirigida per Stanton, que va trencar diversos rècords de taquilla en obtenir la major recaptació el dia de l'estrena als Estats Units d'Amèrica i al Canadà, així com els millors ingressos per a l'estudi, convertint-se en el film més exitós de Walt Disney Pictures i la cinta animada amb major recaptació de la història del cinema.
El 2017 es va estrenar Cars 3, dirigida per Brian Fee, que va aconseguir millors crítiques que la seva preqüela en part per l'emotivitat del seu argument. A finals del mateix any l'estudi va estrenar la seva primera producció original des de The Good Dinosaur, un llargmetratge inspirat en el Dia de Morts mexicà: Coco. Aquesta pel·lícula va ser dirigida per Unkrich i fou la primera basada en una cultura estrangera. En les primeres dues setmanes d'exhibició a Mèxic va recaptar més de 36 milions de dòlars, esdevenint el film més taquiller de la història d'aquest país. Així mateix va ser guardonada amb un parell de premis Oscar en les categories de Millor pel·lícula d'animació i Millor cançó original (Recuérdame).
En el mateix any la companyia va patir canvis en la seva estructura: John Lasseter va anunciar la seva baixa després de reconèixer el que va anomenar "errors" en el seu comportament amb els empleats en un missatge al personal. Segons The Hollywood Reporter i The Washington Post, Lasseter tenia antecedents de presumpte assetjament sexual i conductes inadequades cap als treballadors. Es va especular amb què aquesta hauria estat la veritable causa de la sortida dels guionistes Rashida Jones i Will McCormack, que estaven treballant en la producció de Toy Story 4 i que van abandonar el projecte al·legant «diferències creatives i filosòfiques».  Lasseter va deixar la seva posició de manera definitiva a finals de 2018 i l'estudi va designar a Peter Docter i Jenifer Lee com a nous directors creatius de la Walt Disney Company i Pixar.
Al desembre de 2017, Disney va arribar a un acord per valor de 52.400 milions de dollars per adquirir 21st Century Fox. Amb aquest pacte, va adquirir grans referents de la televisió. També en l'àmbit de la televisió, la adquisició de Fox comporta la col·lecció de canals esportius regionals . Alhora, es fa amb certs drets exclusius que posseïa Fox. Quant a cinema, franquícies com ara  El planeta dels Simis,  Alien o Avatar passen a mans de Disney i comencen a donar forma a la seva proposta d'un servei d'streaming propi, per tal de competir amb plataformes com Netflix, Hulu o Amazon.
El 2018 es va estrenar el curtmetratge Bao, el primer film de Pixar d'aquesta categoria dirigit per una dona, la cineasta Domee Shi, i la trama del qual aborda les vivències d'una mare que pateix la síndrome del niu buit. Aquesta proposta va aconseguir un premi Oscar a en la categoria de Millor curtmetratge d'animació.  El 15 de juny de 2018 es va estrenar Els Increïbles 2, dirigida per Brad Bird,que va establir un rècord de cap de setmana d'estrena de més abastament del món i als Estats Units per a una pel·lícula d'animació. En el mateix any Catmull i Unkrich van anunciar la seva retirada de l'empresa, que es va fer efectiva el 2019.
A principis de 2019 l'estudi va llançar el programa SparkShorts destinat a joves cineastes interessats en la producció de curtmetratges de distribució exclusiva per a plataformes d'Internet com ara YouTube. El primer projecte va ser Purl, dirigit per Kristen Lester amb un argument sobre la diversitat de gènere al lloc de feina. Altres curtmetratges d'aquest programa són Kitbull, que destaca per fer servir l'animació tradicional a diferència de l'estil digital característic de l'estudi, Smash and Grab, Float, Loop i Wind.
El 21 de juny de 2019 es va estrenar Toy Story 4 i va superar el rècord establert per l'anterior estrena de Pixar. Aquest llargmetratge també va resultar guanyador del premi Oscar a la millor pel·lícula d'animació.  A finals d'aquell any, amb motiu del llançament de Disney+, es van estrenar via streaming produccions com Forky Asks A Question i Lamp life que estan ambientades a la trama i personatges de Toy Story 4. De la mateixa manera, la plataforma també inclou alguns curtmetratges de SparkShorts, i Pixar IRL (Pixar in Real Life), en què es documenten les trobades de persones disfressades com els personatges de l'estudi amb altres persones a la via pública.

### 2020-present: COVID-19, estrenes per a Disney+ i projectes de futur
El 6 de març de 2020 Pixar va estrenar Onward als cinemes, però l'inici de la pandèmia per la COVID-19 va fer que el llargmetratge fos un fracàs en taquilles. L'estudi el va llançar als serveis digitals de lloguer el 20 de març, i més tard a Disney+ el 3 d'abril. A causa de la pandèmia la següent pel·lícula, Soul, va traslladar la seva estrena al novembre del 2020, però va ser finalment estrenada directament en plataformes el desembre del mateix any sense cap cost addicional per a les persones suscriptores de la plataforma. Més tard va esdevenir la guanyadora d'un altre premi Oscar a la millor pel·lícula d'animació i també el guardó a la millor banda sonora original.
Les pel·lícules programades per al 2021 i 2022, Luca i Red també es van estrenar directament a la plataforma Disney+.  Aquesta decisió no va estar exempta de crítiques anònimes per part dels treballadors de Pixar, que no van veure amb bons ulls la decisió de la Disney d'estrenar les seves pel·lícules d'aquesta manera.
El retorn als cinemes de Pixar va arribar el 2022 de la mà de Ligthyear, amb què es calcula que l'estudi va perdre 106 milions de dòlars. El desembre de 2022, el president de Disney, Bob Iger, va assenyalar que tindria més en compte a Pixar per a propers projectes.
El juny de 2023, Disney va acomiadar 75 treballadors, inclosos el director de Lightyear Angus MacLane i la productora de la pel·lícula Galyn Susman. En aquell mateix moment es va estrenar Elemental, que va tenir una acollida per sota de l'esperada al principi però que finalment va assolir un bon resultat als cinemes. El desembre de 2023, es va anunciar que Soul, Red i Luca s'estrenarien als cinemes durant el primer trimestre de 2024.
El gener de 2024 es va informar que el personal de Pixar s'enfrontaria a acomiadaments imminents d'un 20% de la plantilla, reduïnt l'estudi en uns 1.000 treballadors. No obstant això, els acomiadaments es van retardar per circumstàncies de la producció i finalment es va reduir a 175 persones. Aquest procés va coincidir amb la manca de dependència de les sèries d'animació en streming i l'augment de la implicació en l'elaboració de noves pel·lícules destinades al cinema.
El 14 de juny del mateix any, es va estrenar Del revés 2, que va esdevenir un èxit.

### Projectes futurs
S'han anunciat quatre properes pel·lícules: 
- La pel·lícula original Elio, dirigida per Domee Shi i Madeline Sharafian amb la direcció inicial d'Adrian Molina i que s'estrenarà el 13 de juny de 2025.[105]
- La pel·lícula original Hoppers, dirigida per Daniel Chong i amb data prevista d'estrena per al 6 de març de 2026.[106][107]
- Dues seqüeles: Toy Story 5, dirigida per Andrew Stanton, amb data programada d'estrena el 19 de juny de 2026[108] i Els Increïbles 3, que no té data d'estrena confirmada.[109]

Addicionalment Pixar va anunciar l'estrena d'un llargmetratge d'animació sense títol el 18 de juny de 2027.

## Llargmetratges
Article principal: Llista de pel·lícules de Pixar
Pixar ha produït 28 llargmetratges, des de Toy Story (1995), que també és el primer llargmetratge totalment animat per ordinador, fins a la seva pel·lícula més recent, Inside Out 2 (2024). Dinou dels vint-i-vuit films prodïts per l'estudi han estat doblats al català.

## Curtmetratges
Article principal: Llista de curtmetratges de Pixar
La majoria de curtmetratges de Pixar es poden veure com a contingut addicional de les pel·lícules que van ser comercialitzades en DVD. Igualment, la companyia els ha recopilat tot en forma de pel·lícules: Millors curts Pixar Vol.1 (Dels inicis fins 2007) i Millors curts Pixar Vol.2 (2007-2011). Actualment també es poden recuperar els curtmetratges a través de la plataforma de suscripció Disney+.

## Sèries de curtmetratges

### Cars Toons

#### Mater's Tall Tales
1. Rescue Squad Mater (2008)
2. Mater the Greater (2008)
3. El Materdor (2008)
4. Tokyo Mater (2008)
5. Unidentified Flying Mater (2009)
6. Monster Truck Mater (2010)
7. Heavy Metal Mater (2010)
8. Moon Mater (2010)
9. Mater Private Eye (2010)
10. Air Mater (2011)
11. Time Travel Matter (2012)

#### Tales from Radiator Springs
1. Hiccups (2013)
2. Bugged (2013)
3. Spinning (2013)
4. The Radiator Springs 500½ (2014)

### Toy Story Toons
1. Hawaiian Vacation (2011)
2. Small Fry (2011)
3. Partysaurus Rex (2012)

## Altres productes
Una pel·lícula nomenada Newt va ser anunciada el 2008 amb la planificació de Pixar per a estrenar-la l'any 2012, però el projecte va ser cancel·lat el 2010. John Lassester va prendre nota: la proposta de la línia argumental de la pel·lícula era molt semblant a una altra, la pel·lícula de Blue Sky Studios Río, llençada l'any 2011. En una entrevista el 2014, el president de Pixar, Edwin Catmull afirmà que Newt era una idea que no estava en procés de preproducció. Quan el projecte es va aprovar amb el director d'Up, Pete Docter, va llençar una idea que pixar pensava que era millor i aquell concepte es va convertir en la pel·lícula Inside Out.
Dins els actuals projectes en desenvolupament inslopen una pel·lícula de Teddy Newton, escrita per Derek Connolly, i una pel·lícula de Mark Andrews.
Pixar va ser responsable de la creació de la seqüència d'apertura de Buzz Lightyear of Star Command: The Adventure Begins, una pel·lícula d'animació tradicional de l'any 2000 realitzada per Disney Television Animation. L'espectacle va derivar a una sèrie de dibuixos animats de televisió amb el mateix títol amb Pixar fent la part de CGI del tema d'apertura.
La productora també compta amb altres produccions relacionades. Planes és un spin-off de la franquícia Cars, realitzada per DisneyToon Studios, coescrita i produïda per John Lassester. La pel·lícula té el seu origen al curtmetratge Cars Toons, que ens introdueix aspectes de Planes i culmina amb un toc de la pel·lícula. Planes fou llençat el 9 d'agost del 2013. Una seqüela, nomenada Planes: Fire & Rescue, va ser llençat el 18 de juliol del 2014.
A més de la producció en material cinematogràfic i televisiu, Pixar també compta amb altres línies de productes en el mercat.
La majoria de les seves pel·lícules també tenen les seves respectives adaptacions en format de videojocs. A principis de 1990, l'estudi comptava amb la seva pròpia àrea especialitzada en aquest tipus de productes, Pixar Interactive Division, que va arribar a produir dos títols: Toy Story Animated Storybook i Toy Story Activity Centre. La divisió va ser clausurada l'any 1997, amb l'objectiu de centrar-se primordialment en la indústria del cinema. Des d'aleshores, altres jocs han estat produïts i distribuïts per Disney Interactive Studios, tot i que de vegades els productors de Pixar també participen en el desenvolupament d'aquests.
El software de renderització RenderMan, que va sorgir durant els anys inicials de Pixar, va començar a ser distribuït l'any 2015, juntament amb el programa Tractor, utilitzat en la producció d'efectes visuals a gran escala. Ambdós són compatibles amb el programa informàtic Maya. Aquestes aplicacions han estat utilitzades en el desenvolupament de pel·lícules com Stuart Little, Jurassic Park, Jumanji, Armageddon i, més recentment, Esquadró suïcida, Rogue One: A Star Wars Story i El llibre de la selva, entre d'altres. Alguns dels escriptors de Pixar també col·laborarien en la producció de l'assistent personal intel·ligent de Google, el Google Assistant.
Pixar també ha produït seqüències animades per algunes atraccions dels parcs temàtics de Disney inspirades en les seves pel·lícules. Aquest és el cas de Tree of life, una pel·lícula que va ser exhibida a Animal Kingdom. Altres animacions inclouen anuncis comercials amb fins promocionals dels seus propis llargmetratges. El marxandatge de Pixar també compta amb una línia de roba i accessoris amb la firma nord-americana de moda Forever 21; una altra línia de jocs, llibres i articles col·lacionables que es poden trobar a la Pixar Studio Store, ubicada a l'Steve Jobs Building; la plataforma virtual educativa Pixar in a Box; i altres productes amb llicència distribuïts per altres companyies diverses.

## Exposicions
Des de desembre del 2005, Pixar ha realitzat exhibicions amb motiu de celebració de l'art creat i dels artistes que han treballat a Pixar durant els seus primers vint anys dedicats a l'animació digital.

### Pixar: 20 Years of Animation
Pixar va celebrar el seu vinté aniversari al 2006 amb l'estrena de la seva setena pel·lícula, Cars, i la creació de dues exposicions, des d'Abril fins a Juny dels 2010, al Science Centre Singapore i al London Science Museum.
Els elements més destacats de l'exposició eren en els esborranys de diverses de les produccions realitzades per Pixar, escultures d'argila d'alguns dels personatges dels films i imatges autoestereoscòpiques d'algunes de les peces mostrades en l'exposició en 3D. Un altre dels elements que va tenir més èxit, va ser el zootrop, on els visitants podien veure als personatges de Toy Story "animats" mitjançant aquest aparell.

### Pixar: 25 Years of Animation
Pixar va celebrar el seu vint-i-cinquè aniversari al 2011 amb l'estrena de la seva dotzena pel·lícula, Cars 2. L'exposició va ser inicialment mostrada al Oakland Museum of California des de juliol del 2010, fins al gener del 2011. Més tard va debutar a Hong Kong, per finalment fer una ruta pel continent europeu: primerament a Amsterdam, seguit per Paris i Espanya, on va ser exposada en tres ciutats: Madrid, Barcelona i Zaragoza.
Aquesta nova edició de l'exposició va incloure tot l'art que ha s'havia exposat a l'edició anterior per la celebració dels 20 anys, amb la inclusió de nou art de Ratatouille, WALL-E, UP i Toy Story 3.

## Organització
Les primeres oficines de Pixar es trobaven a San Rafael, Califòrnia, juntament amb les de Lucasfilm. A finals de 1990, l'estudi es va traslladar al Point Richmond Centre, a la ciutat de Richmond. la seu actual dels estudis d'animació es troba al 1200 de la Park Avenue, a Emeryville, i inclou l'Steve Jobs Building i la Pixar Studio Store. Les oficines de l'equip de desenvolupament del software RenderMan, en canvi, se situen a Seattle, Washington.
Fins a l'any 2006, el consell de l'administració de Pixar estava integrat per almenys sis executius que eren elegits anualment pels accionistes de l'estudi i alguns comitès d'auditories i de compensacions. El seu president i director executiu era Steve Jobs, i entre els principals executius es trobava Ann Mather (vicepresidenta executiva i directora de finances), John Lasseter, Sarah McArthur, Lawrence B. Levy i Larry W. Sonsini. A partir de l'adquisició de l'estudi per part de Disney, el vicepresident de Pixar, John Lasseter, va assumir la direcció creativa del departament d'animació de Disney, a més de rebre el nomenament d'assessor de Walt Disney Imagineering, la divisió responsable de les atraccions dels parcs temàtics de l'empresa. Edwin Catmull és el president d'ambdós estudis d'animació; la seva gestió a Pixar es remunta a l'any 2001. Les activitats dels dos estudis estan sota la supervisió de Bob Iger, executiu en cap Disney. Jobs va ser el major accionista de Disney, així com membre del seu consell d'administració entre 2006 i 2011. L'estructura de Pixar inclou, també, dos grups universitaris formats per analistes de la tecnologia. Des de l'any 2002, l'empresa cotitza en la borsa de valors NASDAQ.
La plantilla de Pixar ha anat en augment de manera gradual: l'any 1990 comptava amb només 100 treballadors i, una dècada després, ja disposava d'un equip de 581 treballadors. L'any 2003, aquesta xifra augmentaria fins al nombre de 700 treballadors. Finalment, l'any 2005 la suma dels treballadors de la plantilla era de 775 en total.
D'acord amb el President dels estudis Pixar, Edwin Catmull, Pixar produirà una pel·lícula original cada any i seqüeles cada dos anys. Això forma part d'una estratègia per estrenar "una pel·lícula cada mig any". Malgrat tot, una pel·lícula no va ser estrenada el 2014.

### Recursos tecnològics
Els animadors de Pixar utilitzen, bàsicament, tres sistemes per a crear les animacions: el sistema Marionette, per dissenyar l'articulació, l'animació i els efectes d'il·luminació; el sistema Ringmaster, en tot allò relacionat amb la coordinació i amb el seguiment dels projectes; i el sistema RenderMan pels efectes foto-realistes.
Pixar s'alimenta de diferents tipus de tecnologies per a produir les seves pel·lícules. La companyia està dotada d'ordinadors amb software propi que els permeten dissenyar els seus treballs, produir storyboards i modelar i animar les seves creacions. Disposen també d'ordinadors específicament creats per al procés d'interpretació.
Des dels seus inicis com un revelador de maquinari, la tecnologia de la companyia ha estat entrelligada amb el desenvolupament de la indústria de gràfics per a ordinador.
Els seus primers curtmetratges així com el seu primer llargmetratge (Toy Story) van introduir al mercat RenderMan, l'actual software estandar de la indústria utilitzat per renderitzar (el procés de generar imatges bidimensionals acabades a partir de la geometria).
Les pel·lícules subsegüents de Pixar actuen com a línia cronològica dels desenvolupaments tècnics dels gràfics d'ordinador. Construit conjuntament amb la feina d'altres investigadors, Monsters, Inc. del 2001 introdueix a la pantalla la representació de pèl. Dos anys més tard, a Finding Nemo va promoure noves tècniques d'iluminació digital, que van ser utilitzades per a crear aigua de manera més realista. Amb The incredibles i Ratatouille van arribar els personatges humans creïbles, i progressos en la simulació de multituds i fluids.
En aquests últims anys, l'escala d'aquells grans canvis tecnològics ha canviat. Mentre les primeres pel·lícules van introduir un nou fenomen digital, en l'actualitat es dediquen a millorar aspectes en concret que sovint no s'arriben a percebre per l'espectador. L'any 2009 amb l'estrena d'Up van millorar la simulació de globus i plomes; el 2012 amb Brave van introduir un algoritme que produïa vegetació i bosc d'una manera més realista; l'any 2013 van redissenyar la manera d'il·luminar i crear ombres a l'estudi, seguit de un llarg etcètera de petits avenços fins a arribar a l'actualitat. Malgrat aquests avenços no són tan significatius com els que ens trobem als seus inicis, això demostra que Pixar es troba innovant constantment les seves tecnologies, i perfeccionant la seva animació.   

### Filosofia de treball i temàtiques
El personal de Pixar és responsable del desenvolupament dels temes, personatges, escenaris i tots els altres elements que formen part de les seves pel·lícules. Amb aquest objectiu, recorren al Pixar Braintrust, que consisteix en una posada en comú d'idees per part del director, els guionistes i l'equip de producció per proposar i suggerir aspectes relacionats amb el desenvolupament de les trames dels films. Generalment, aquestes reunions són convocades pel mateix director de la pel·lícula quan té una idea al cap, de manera que la pluja d'idees pugui servir com a "mètode d'incubació" que faci créixer la idea inicial i li doni la forma al concepte que acabarà essent la base de la pel·lícula definitiva. Aquesta metodologia ha estat utilitzada constantment per Pixar des de la producció del seu primer llargmetratge, Toy Story. Segons Catmull, l'èxit d'aquestes pluges d'idees es deu a "la bona comunicació de l'equip i a la honestedat de tots els membres del grup a l'hora de posar en pràctica la creativitat i aportar idees". El mateix Catmull explica el procés creatiu de Pixar amb aquestes paraules: " intentem crear un entorn en què tots es vulguin escoltar entre si -fins i tot en el cas dels suggeriments més atrevits i desafiants- i en què tothom mostra un interès evident en l'èxit de l'altre. D'aquesta manera, proporcionem llibertat i responsabilitat als nostres directors".
Una vegada la trama ha estat desenvolupada per complet, la producció continua amb la creació dels guions gràfics, que inclouen diàlegs i, esporàdicament, composicions musicals. El personal els cataloga com "les rodetes de la història" (the story reels). A continuació segueixen els processos de modelatge i animació dels diversos personatges, que inclouen l'addició d'efectes d'il·luminació i textura. Generalment un sol quadre renderitzat comporta almenys una hora, però pot arribar a durar depenent de la complexitat de la seqüència animada. Finalment, en l'etapa de postproducció, es duen a terme les correccions del producte final i s'incorporen els efectes de so. Durant les seves produccions, els equips de Pixar sempre inclouen referències clares o subtils a altres de les seves obres o afegeixen "ous de Pasqua" relacionats amb el personal de l'empresa, com a picada d'ullet.
Un dels aspectes més valorats de la filmografia de Pixar és la seva capacitat per a "crear nous mons, animar personatges únics i explicar històries fascinants mitjançant l'animació". Segons Catmull, les pel·lícules de Disney estrenades a partir de 1960 tenien mancances pel que fa a la inclusió de trames memorables, ja que "donaven prioritat a l'art enlloc de donar-la al relat". La intenció de Pixar, doncs, és anteposar el desenvolupament de les històries a la tecnologia de l'animació. Normalment, el cicle de producció de cadascun dels seus films dura uns cinc anys, tres dels quals són destinats a la redacció i desenvolupament del relat, que sorgirà del procés creatiu del Pixar Braintrust. En totes les seves històries, els equips de Pixar busquen "que els personatges principals creixin, canviin i evolucionin a millor. No importa si es tracta d'una joguina, un insecte, un monstre o un automòbil", transmetent als espectadors un missatge inspirador a través de "l'emotivitat del relat". Normalment, els personatges de les pel·lícules de Pixar són objectes, animals o criatures antropomòrfiques parlants que s'endinsen en aventures que els portaran a canviar les seves perspectives sobre la vida. Entre els temes abordats amb freqüència per Pixar es troben l'amistat i la lleialtat, la cooperació i el treball en equip, i la rellevància de la familia. Aquest últim concepte, segons l'opinió de la revista Slant Magazine, és el més representatiu en les seves produccions, la majoria de les quals destaquen la importància de preservar la unió familiar davant qualsevol tipus d'adversitat.